# Rogierlaan

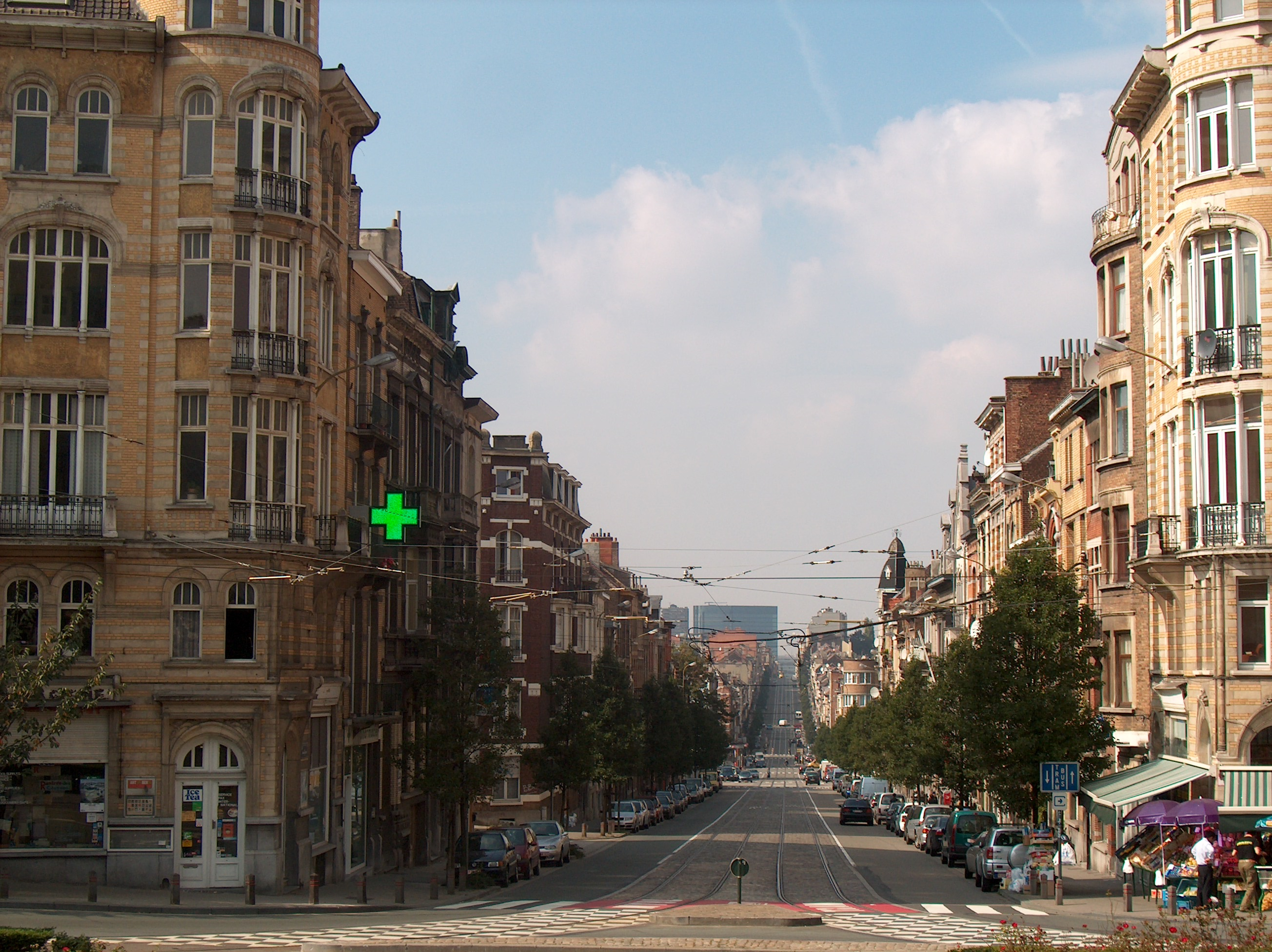
Rogierlaan in Schaarbeek (België)

De Rogierlaan is een straat in de Belgische gemeente Schaarbeek, een gemeente in het Brussels Gewest. Het is een belangrijke west-oost as. Het verbindt de Haachtsesteenweg met het Meiserplein.
Het ontstaan van de Rogierlaan heeft te maken met de aanleg van twee nieuwe spoorlijnen ten oosten van Brussel-stad in de loop van de 19e eeuw. De spoorlijnen snijden de Rogierlaan dwars. Het geheel paste in de stadsverfraaiing van Brussel en omliggende gemeenten zoals Schaarbeek. 

## Naam
De Rogierlaan is vernoemd naar Charles Rogier, een politicus die actief was bij de Belgische Revolutie van 1830. Naar hem is ook de nabij gelegen Rogierstraat in Schaarbeek vernoemd alsook het Rogierplein in Sint-Joost-ten-Node aan de Kleine Ring van Brussel.
De Rogierlaan is een breed verlengstuk van de oudere Rogierstraat. De Rogierstraat vangt aan in het westen aan het Noordstation van Brussel en loopt tot de Haachtsesteenweg. De naam Rogierstraat dateert van 1851; voorheen droeg de straat de naam Afscheidingsstraat of Rue de la Séparation.

## Historiek
Het eerste verlengstuk van de Rogierstraat naar het oosten toe, vanaf de Haachtsesteenweg, liep tot het Weldoenersplein. Het verlengstuk droeg aanvankelijk de naam Rogierstraat. En nog niet Rogierlaan. De reden tot verlenging was de aanleg van het treinstation Rogierstraat. De private onderneming Grande Compagnie du Luxembourg legde in de jaren 1850 een treinspoor aan tussen Brussel-Noord en Brussel-Luxemburg (spoorlijn 161). Het Station Rogierstraat werd weliswaar in 1884 gesloten en de spoorlijnbedding maakte plaats voor de Paul Deschanellaan bovengronds en de Deschaneltunnel ondergronds. 
Vanaf 1866 droeg de nieuwe straat de naam Rogierlaan. Er verschenen bouwplannen tot een verlenging tot het Meiserplein. De plannen werden pas uitgevoerd nadat de spoorlijn 26 Schaarbeek-Halle werd aangelegd doorheen de Josaphat-vallei (eind 19e eeuw); dit waren uitgebreide bouwwerken waarop moest gewacht worden in de Rogierlaan. De Rogierlaan werd verder uitgetekend als een brede laan met bomenrijen en pleinen. Zo kwam er naast het Weldoenersplein ook het Vaderlandsplein. Ook zocht het gemeentebestuur van Schaarbeek akkoorden met de eigenaars van de terreinen oostwaarts. In de reeds aangelegde Rogierlaan verrezen huizen in neorenaissance-stijl en nadien sommige in art-deco.
De Rogierlaan moest op twee plekken verhoogd worden, namelijk de twee bruggen over de spoorweg. De spoorlijn 161 werd naar het oosten verschoven (1910) zodat de Rogierlaan de spoorlijn wel moest overbruggen. In 1910 kwam er tevens de tweede overbrugging, namelijk over de spoorlijn 26 Schaarbeek-Halle. De Rogierlaan overspant hier het stuk treinspoor tussen de Josaphattunnel en de Jubelparktunnel. Dat de Rogierlaan over twee spoorwegbruggen liep, betekende het sluitstuk van de bouw van de Rogierlaan in het jaar 1914. De laan werd volgebouwd na de Eerste Wereldoorlog.
In 1932 werd de Sint-Theresiakerk gebouwd in de Rogierlaan.